# La fiamma del peccato
La fiamma del peccato (Double Indemnity) è un film del 1944 diretto da Billy Wilder e interpretato da Fred MacMurray, Barbara Stanwyck e Edward G. Robinson, adattamento dell'omonimo romanzo di James M. Cain del 1943.
Candidato a sette premi Oscar, è considerato uno dei primi e più rappresentativi  film noir per la cupa ambientazione urbana e l'intensa caratterizzazione dei personaggi, in particolare della dark lady Phyllis Dietrichson, interpretata da Stanwyck e classificatasi 8ª tra i migliori cattivi della storia del cinema secondo l'American Film Institute.
La sceneggiatura, scritta da Wilder con il noto autore di narrativa hard boiled Raymond Chandler, è risultata 26ª nella 101 Greatest Screenplays della Writers Guild of America West e nel 1992 il film è stato scelto per la conservazione nel National Film Registry della Biblioteca del Congresso degli Stati Uniti, in quanto giudicato "di rilevante valore estetico, culturale e storico". Nel 1998 l'AFI lo ha posizionato al 38º posto nella lista dei 100 migliori film statunitensi di sempre e nell'edizione aggiornata del 2007 è salito al 29º posto. Lo stesso anno è entrato nella Film Hall of Fame della Online Film & Television Association.

## Trama

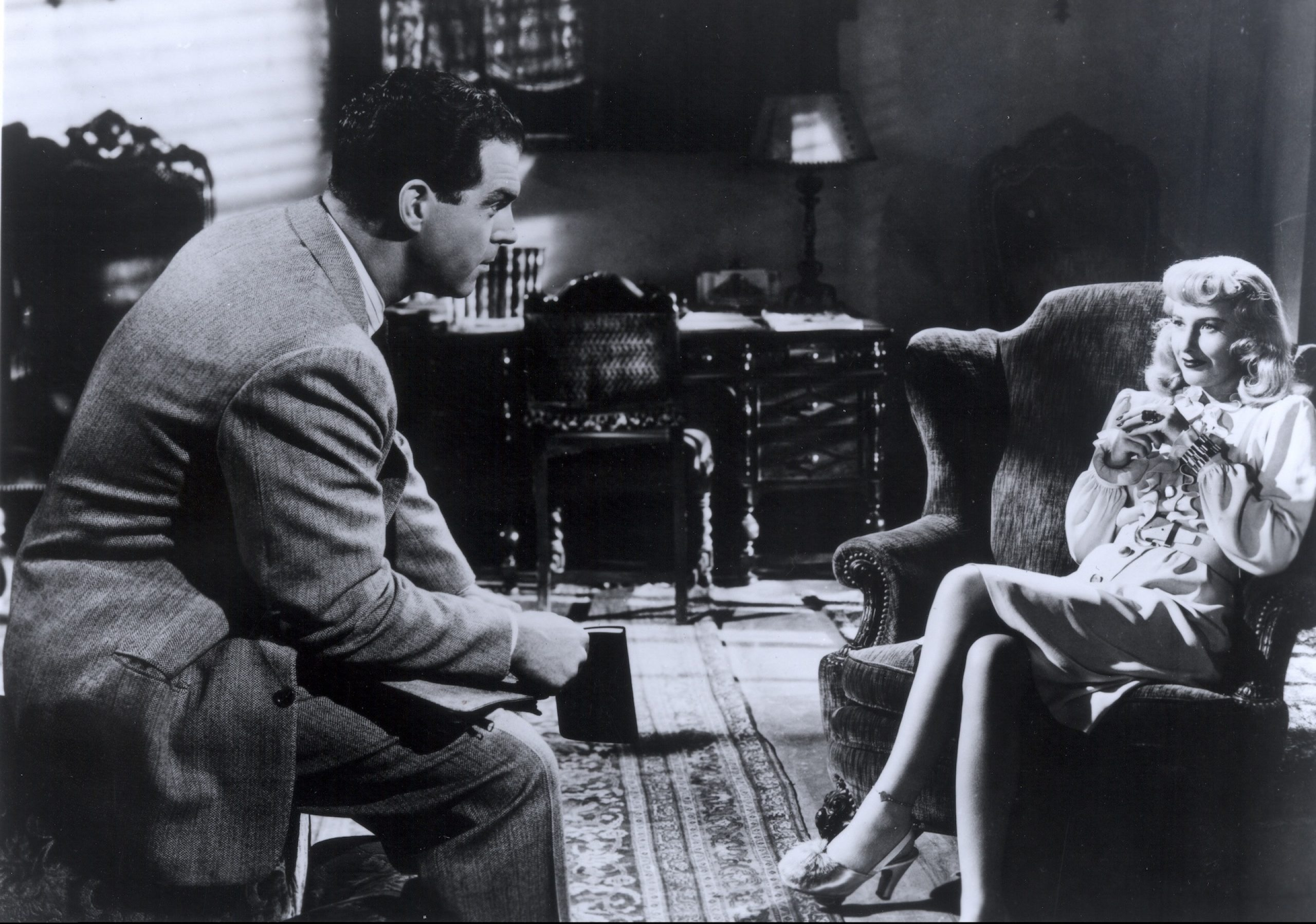
L'incontro tra Walter e Phyllis

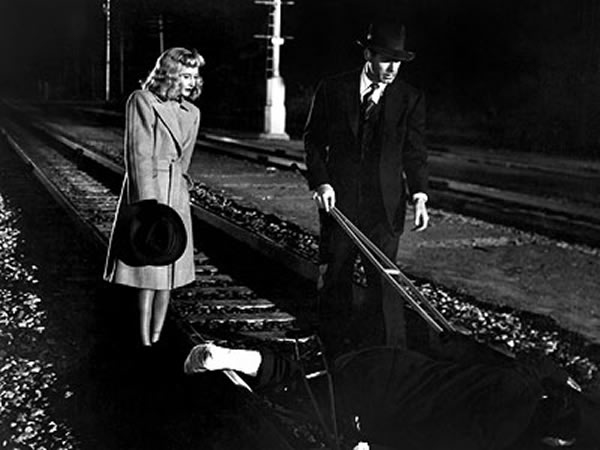
I due complici inscenano la morte di Dietrichson

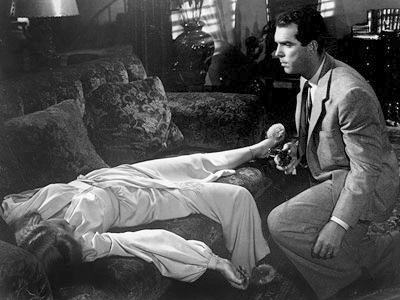
Walter davanti al corpo senza vita di Phyllis

Los Angeles, 1938. L'agente assicurativo Walter Neff rientra a tarda notte nel suo ufficio presso la compagnia Pacific All Risk. Indebolito da una ferita alla spalla, inizia a confessare la sua storia al dittafono del collega Barton Keyes.
Inizia così il lungo flashback che caratterizza la gran parte del film, partendo dall'incontro tra Neff e l'affascinante Phyllis Dietrichson, insoddisfatta moglie di un suo cliente che gli propone di eliminare l'anziano e avaro marito dopo avergli fatto stipulare a sua insaputa una cospicua polizza sugli infortuni. Neff appare irreprensibile, ma Phyllis sa come usare l'arma della seduzione e non ci mette molto a convincerlo. I due pianificano quindi l'omicidio in modo da far sembrare la morte una caduta accidentale da un treno, così da rendere valida la clausola della doppia indennità e raddoppiare il capitale liquidato.
Il crimine viene compiuto secondo i piani, ma l’arguto Barton Keyes sospetta un omicidio e crede che Phyllis abbia assassinato il marito con l'aiuto di un complice, che identifica nel fidanzato della figlia di primo letto di Dietrichson Lola, con cui Phyllis ha intrecciato una relazione.
Neff capisce di essere stato usato dalla donna e si reca da lei con l'intenzione di ucciderla, ma Phyllis spara per prima ferendolo alla spalla; Neff si avvicina e, nonostante la donna lo abbracci dicendogli di aver capito di amarlo, le spara a bruciapelo.
Si ritorna quindi all'inizio, quando Keyes arriva giusto in tempo per ascoltare la confessione e scoprire la verità sull'amico.

## Produzione
(Billy Wilder)

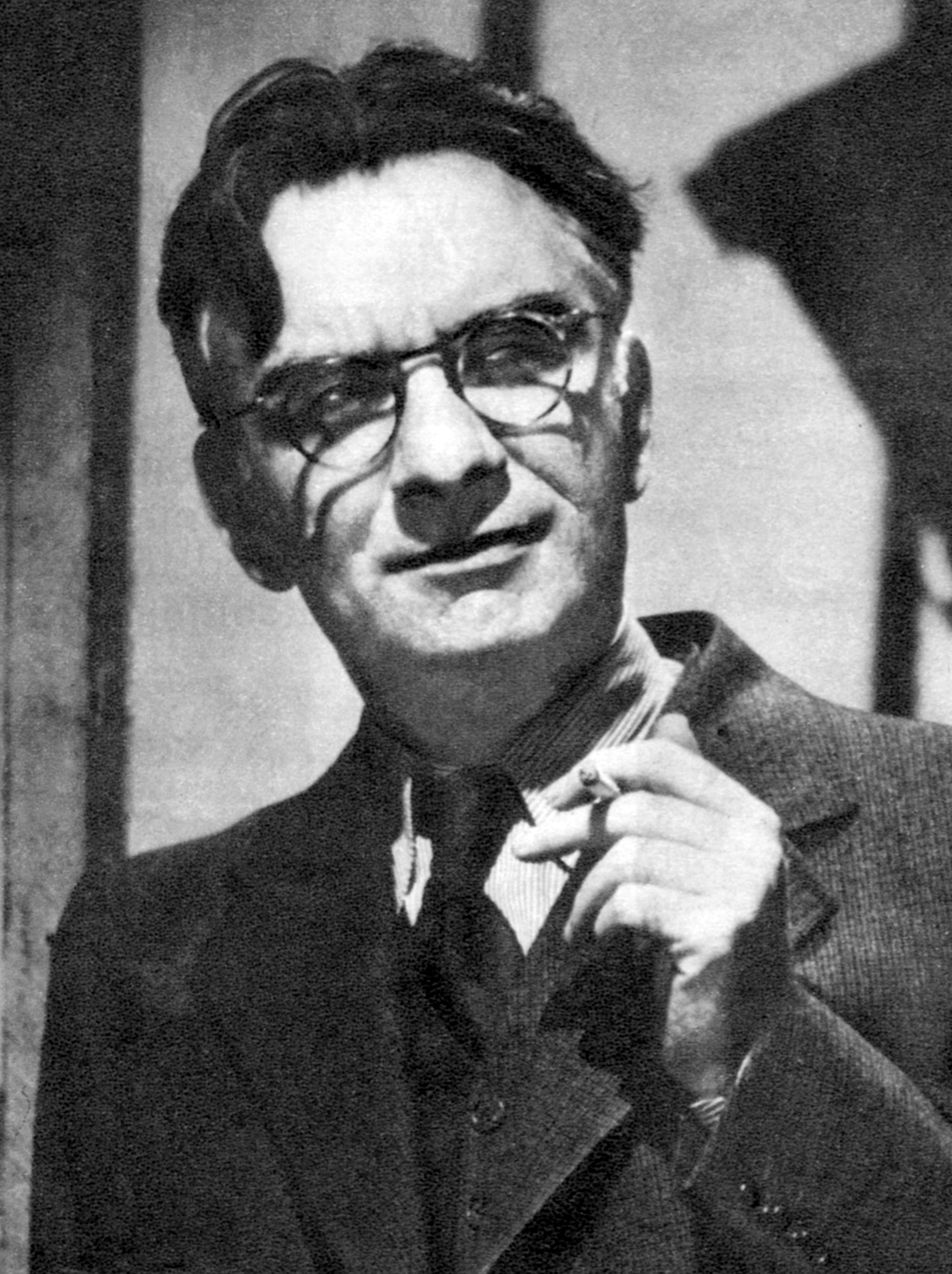
Lo scrittore James M. Cain

Nel 1936 il romanzo La morte paga doppio fu pubblicato da James M. Cain in forma seriale sulla rivista Liberty. La storia traeva ispirazione dal caso di Ruth Snyder, condannata alla sedia elettrica nel 1927 per aver ucciso il marito, con la complicità del commesso viaggiatore Henry Judd Gray, dopo averlo convinto a stipulare un'assicurazione sulla vita di 48.000 dollari con la clausola della "doppia indennità".
L'agente dello scrittore inviò a tutte le major di Hollywood una copia del romanzo e la richiesta di 25.000 dollari per la cessione dei diritti cinematografici. Le offerte furono però subito bloccate da una lettera inviata agli studi di produzione da Joseph Breen, responsabile della Production Code Administration, in cui affermò che un eventuale film sarebbe stato sicuramente bocciato in quanto la trama violava le disposizioni del Codice Hays, le linee guida che specificavano cosa fosse o non fosse considerato "moralmente accettabile" nella produzione di film:
Nel settembre del 1943, quando Double Indemnity fu incluso nella raccolta di Cain intitolata Three of a Kind, il dirigente della Paramount Joseph Sistrom pensò che il materiale sarebbe stato perfetto per il regista Billy Wilder e acquistò i diritti per 15.000 dollari. Lo studio presentò una bozza dell'adattamento alla PCA, ma la risposta fu identica a quella di otto anni prima. Dopo che Wilder e lo sceneggiatore Charles Brackett ebbero apportato alcune modifiche, l'amministrazione approvò il progetto ma impose ulteriori "correzioni" riguardanti la scena in cui Phyllis è coperta solo da un asciugamano (ritenuta troppo provocante), l'intera sequenza della disposizione del cadavere sui binari e la scena finale della camera a gas.

### La sceneggiatura
Sebbene avesse lavorato al primo adattamento, Brackett decise che l'argomento era troppo scabroso e si ritirò dal progetto, costringendo Wilder a trovare un altro collaboratore. La prima scelta fu lo stesso autore del romanzo, che stava però lavorando per un altro studio (sebbene abbia in seguito sostenuto che non gli fu mai chiesto) per cui Joseph Sistrom, grande ammiratore de Il grande sonno, suggerì il nome di Raymond Chandler. In seguito il regista avrebbe ricordato con disappunto il loro primo incontro: aspettandosi un ex investigatore privato che aveva trasformato le sue esperienze in una prosa coraggiosa, si trovò davanti quello che avrebbe poi descritto come un uomo dall'aspetto di un contabile. Essendo nuovo a Hollywood, Chandler decise di sfruttare l'opportunità e chiese 150 dollari a settimana, rimanendo molto sorpreso quando Sistrom gli disse che avevano programmato di dargli 750 dollari a settimana.

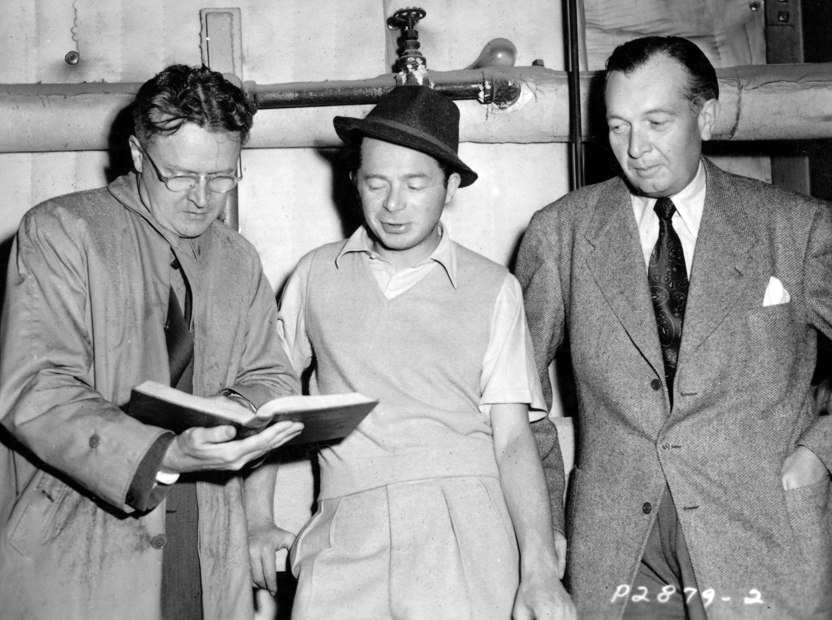
Billy Wilder affiancato da Charles Brackett (a sinistra), ritiratosi dopo la prima bozza della sceneggiatura, e il montatore Doane Harrison

Per aiutarlo a stendere la sceneggiatura, Billy Wilder gli diede una copia di quella che nel 1941 aveva scritto con Brackett per La porta d'oro di Mitchell Leisen, per la quale aveva ricevuto una candidatura agli Oscar. Dopo una settimana Chandler presentò ottanta pagine che Wilder descrisse come "inutili istruzioni per le riprese", informando poi lo scrittore che avrebbero dovuto lavorare insieme, lentamente e meticolosamente. Il rapporto tra i due si rivelò molto tormentato nei mesi successivi e ad un certo punto Chandler si licenziò, sottoponendo alla Paramount una lunga lista di lamentele sul perché non potesse più lavorare con Wilder. Quest'ultimo, che ammirava l'abilità di Chandler con le parole ed era certo che il suo lavoro si sarebbe tradotto molto bene sullo schermo, lo convinse a proseguire e la coppia apportò alcuni cambiamenti alla storia, a partire dal personaggio di Barton Keyes che fu trasformato dal collaboratore piuttosto ordinario di Walter Neff nel suo mentore. Lo stesso protagonista maschile (Walter Huff nel romanzo) nel film si sarebbe dovuto chiamare Walter Ness, ma Wilder scoprì che a Beverly Hills viveva un omonimo venditore di assicurazioni e per evitare di essere citato in giudizio per diffamazione lo cambiò in Walter Neff.
Wilder e Chandler cercarono di conservare il maggior numero possibile dei dialoghi originali, fino a che il secondo si rese conto che non si sarebbero adattati bene sullo schermo. Seccato dal fatto che lo scrittore non ne inserisse di più nella sceneggiatura, Wilder chiamò un paio di attori dello studio per leggere ad alta voce i passaggi originali, dovendo alla fine riconoscere che aveva ragione. Chandler fece anche molto lavoro sul campo e prese grandi quantità di note visitando le varie location, per dare un senso di realismo alla Los Angeles rappresentata nel film.
Nel novembre 1945, dopo un anno dall'uscita del film, lo scrittore pubblicò su The Atlantic Monthly un pezzo intitolato "Writers in Hollywood", in cui lamentava: «Il primo film a cui ho lavorato è stato candidato per un Academy Award (se questo significa qualcosa), ma non sono stato nemmeno invitato alla rassegna stampa che si è tenuta proprio allo studio». Tuttavia, trascurò di menzionare che la Paramount gli aveva mantenuto lo stipendio durante le otto settimane di riprese e che nessuna modifica alla sceneggiatura era stata consentita senza la sua approvazione, una posizione a quei tempi quasi impensabile per uno sceneggiatore appena arrivato a Hollywood. Offeso, Wilder rispose dicendo: «Non lo abbiamo invitato alla preview? Come avremmo potuto, era ubriaco sotto un tavolo da Lucy's!»
In una lettera del 1950, Chandler riconobbe che «lavorare con Billy Wilder... è stata un'esperienza dolorosa e probabilmente ha abbreviato la mia vita, ma ho appreso il massimo che potevo sulla scrittura per lo schermo, il che non è molto», alla quale il regista rispose che Chandler lo aveva irritato più di qualsiasi altro scrittore con cui avesse lavorato.

### Il cast

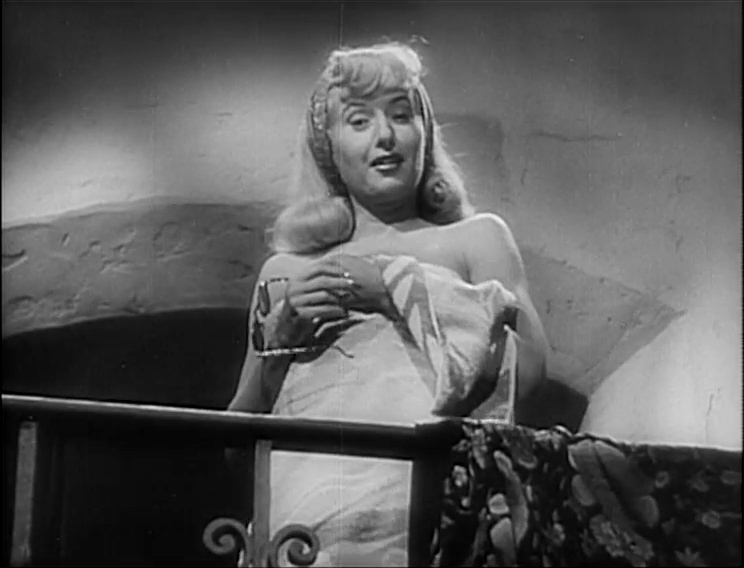
Barbara Stanwyck è la dark lady Phyllis Dietrichson

Barbara Stanwyck fu scelta per il ruolo di Phyllis Dietrichson dopo il rifiuto di Susan Hayward e Mona Freeman, anche se inizialmente si mostrò innervosita nell'apprendere che il personaggio da interpretare era una donna spietata: «Dissi "Adoro la sceneggiatura e ti voglio bene, ma dopo tutti questi anni di eroine mi spaventa un po' interpretare una vera e propria assassina". Wilder, giustamente, mi guardò e disse "Bene, sei un'attrice o un coniglio?" e io dissi "Beh, spero di essere un'attrice". Disse "Allora accetta la parte". L'ho fatto e gli sono molto grata». Fu il regista stesso a decidere di far indossare all'attrice una parrucca bionda, «per fare da complemento alla cavigliera... e per farla sembrare più sordida possibile». Non convinto, il produttore esecutivo Buddy DeSylva commentò: «Abbiamo assunto Barbara Stanwyck, e ci ritroviamo George Washington».

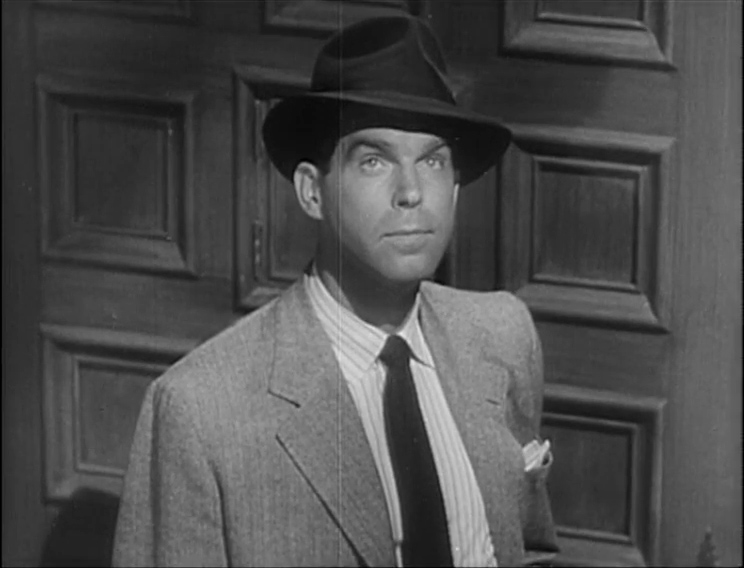
Fred MacMurray è l'agente assicurativo Walter Neff

L'assegnazione del ruolo di Walter Neff si rivelò ancora più difficile. Brian Donlevy rifiutò perché lo considerava "troppo infido", mentre Dick Powell cercò in tutti i modi di aggiudicarsi la parte ma non gli fu consentito in quanto già sotto contratto con la MGM. George Raft disse che avrebbe accettato solo se alla fine il suo personaggio si fosse rivelato un agente dell'FBI che incastrava la protagonista, richiesta impossibile da esaudire perché troppo in contrasto con il romanzo originale.
Altri attori declinarono, tra cui Alan Ladd, James Cagney, Spencer Tracy, Gregory Peck, Fredric March e Fred MacMurray. Quest'ultimo in particolare era abituato a ruoli da bravo ragazzo, personaggi romantici e comici, e non si sentiva all'altezza della sfida. La perseveranza ostinata di Billy Wilder lo portò infine ad accettare, in modo simile a ciò che sarebbe accaduto nel 1960 per il ruolo dell'adultero Jeff Sheldrake in L'appartamento.

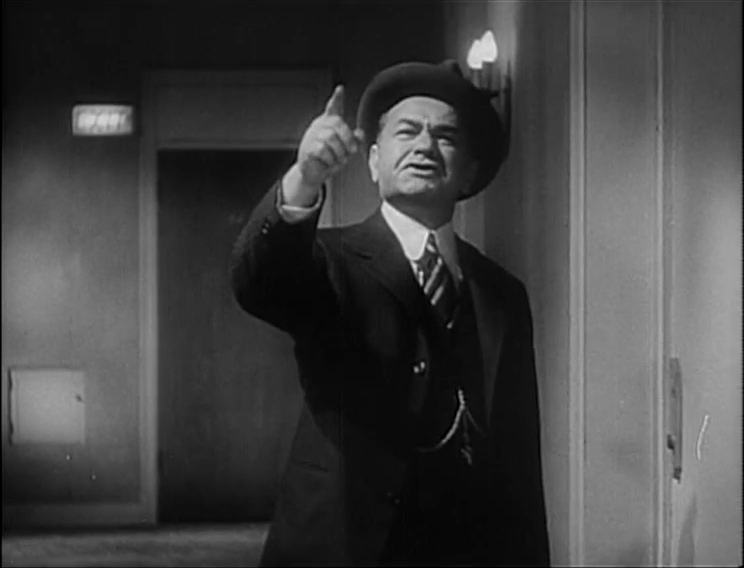
Edward G. Robinson è Barton Keyes, collega e amico di Walter Neff, del quale scoprirà la truffa

L'iniziale riluttanza di Edward G. Robinson ad accettare il ruolo di Barton Keyes fu in gran parte dovuta al fatto di essere "retrocesso" in terza posizione, con un personaggio molto meno presente sullo schermo rispetto ai due protagonisti. Alla fine accettò la parte e il fatto di essere in una fase di transizione della sua carriera, ricevendo oltretutto lo stesso compenso di Barbara Stanwyck e Fred MacMurray.
Il ruolo di Mr. Dietrichson fu affidato a Tom Powers, al suo debutto con il sonoro. La sua ultima apparizione risaliva infatti al 1917, in The Auction Block di Laurence Trimble, e il film dette il via alla seconda parte della sua carriera con molti ruoli da caratterista fino al 1955. Nel film compaiono, non accreditati, anche Edmund Cobb (il macchinista del treno), Teala Loring (la telefonista della Pacific All Risk) e Sam McDaniel (Charlie, il custode del garage). Dopo circa 16 minuti dall'inizio del film c'è un cameo di Raymond Chandler, seduto fuori dall'ufficio di Barton Keyes mentre passa MacMurray, al quale lancia un'occhiata da dietro il tascabile che sta leggendo. A parte un frammento di un video casalingo, non esistono in circolazione altri filmati in cui compare il romanziere.

### Le riprese

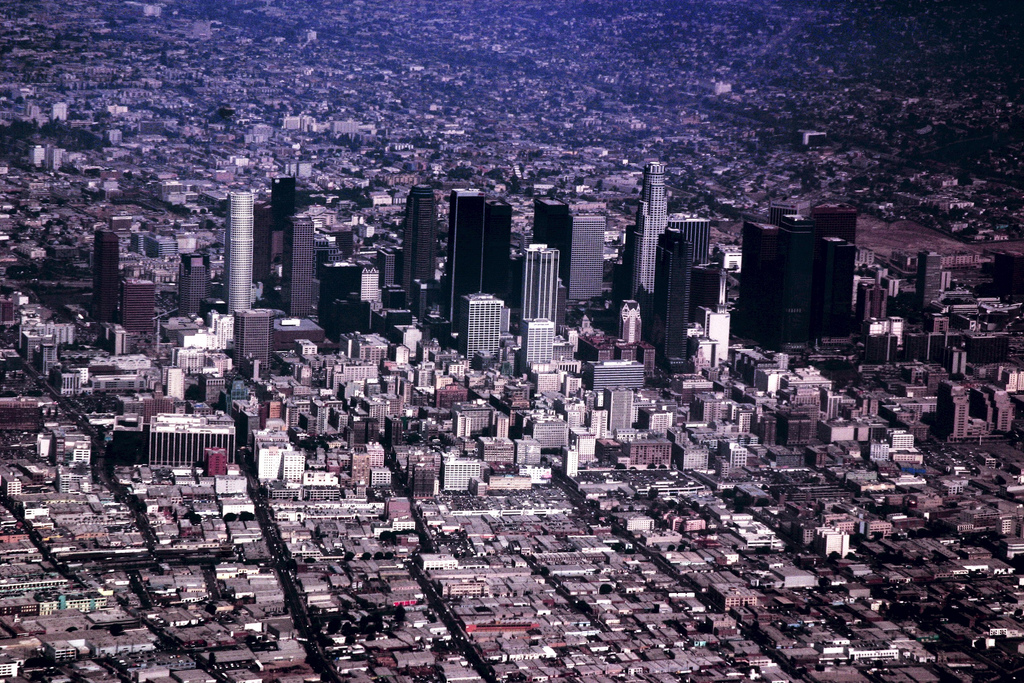
La Downtown di Los Angeles, il distretto in cui è ambientata la maggior parte del film

Le riprese iniziarono il 27 settembre 1943 e proseguirono fino al successivo 24 novembre. Il film fu girato con un budget di poco inferiore a 1 milione di dollari in California, nei Paramount Studios di Hollywood e in altre location nella contea di Los Angeles. Tra queste figurano il Bryson Apartment Hotel di Wilshire Boulevard, la comunità di Beachwood Canyon sulle Hollywood Hills (l'edificio dove vivono i Dietrichson), il Venice Canal Historic District, la penisola di Palos Verdes e La Golondrina Cafe di Olvera Street, nel Downtown di Los Angeles. Alcune scene sono state girate alla Burbank Southern Pacific Station (la stazione di Glendale nel film) e al 1825 di North Kingsley Drive a Hollywood (l'edificio dove vive Neff).
Le atmosfere dark del film furono realizzate grazie al lavoro di John Seitz, all'epoca primo direttore della fotografia della Paramount. Billy Wilder aveva già lavorato con lui nel precedente I cinque segreti del deserto, per il quale Seitz aveva ricevuto una candidatura all'Oscar, e ne aveva elogiato la predisposizione a sperimentare. Gli assolati esterni della Southern California furono contrapposti agli interni bui e tetri girati in studio e il contrasto fu accentuato "sporcando" il set, ovvero rovesciando alcuni posacenere e soffiando particelle di alluminio nell'aria in modo che galleggiassero sembrando polvere.

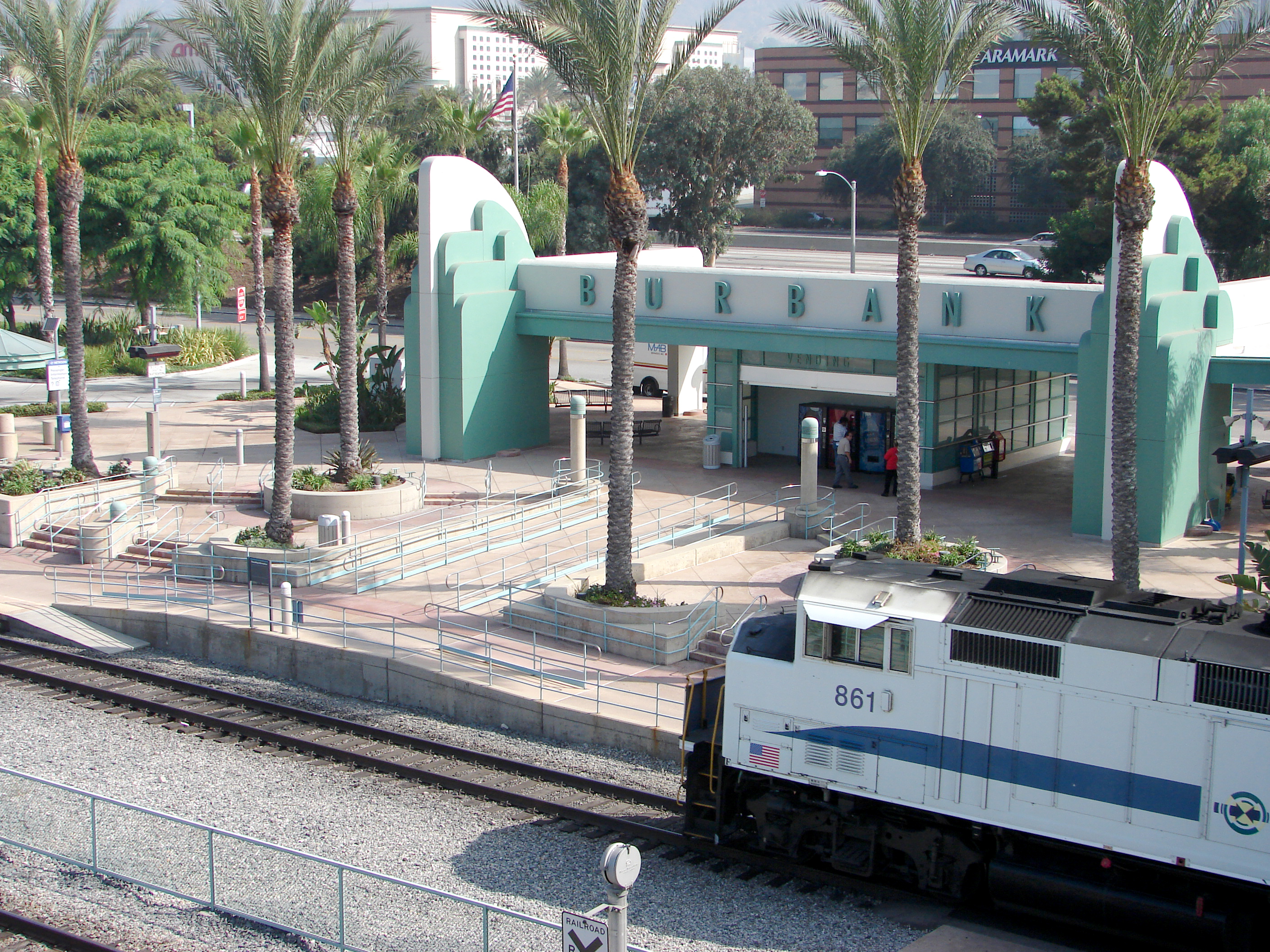
La stazione ferroviaria di Burbank, un'altra delle ambientazioni del film

Un'altra tecnica usata da Seitz fu l'illuminazione attraverso l'uso di veneziane, così da dare l'illusione delle sbarre di una prigione che intrappolavano i personaggi. Barbara Stanwyck ha dichiarato in seguito: «La casa, l'appartamento di Walter, quelle ombre scure, quelle strisce di luce penetrante con angolazioni insolite, tutto ciò ha aiutato la mia interpretazione. La messa in scena di Billy e le luci di John Seitz hanno creato un unico mood sensazionale». Wilder attinse anche alle sue radici e alla Berlino degli anni venti e con Seitz conferì al film uno sguardo sottilmente rievocativo del cinema espressionista tedesco, con uno spiegamento drammatico di luci e ombre. «Era pronto a tutto», ha dichiarato il regista, «a volte le riprese erano così scure che non si vedeva nulla, si è spinto al limite di ciò che si poteva fare».
Il finale originale del romanzo di James M. Cain richiedeva che i due protagonisti commettessero un doppio suicidio, all'epoca un elemento severamente vietato come modo di "risolvere" una trama dal Codice Hays. Per questo motivo, Billy Wilder girò un finale in cui Barton Keyes osservava Walter Neff andare verso la camera a gas. La sequenza fu girata prima dell'ultimo intimo scambio di battute tra Neff e Keyes, ma quando questa rivelò il suo potenziale, il regista si chiese se la chiusura con la camera a gas fosse necessaria: «Non avrei potuto ottenere una scena più significativa tra due uomini», ha dichiarato in seguito. La scena fu eliminata, tra le proteste di Raymond Chandler e della Paramount alla quale costò 150.000 dollari, ma risolse al contempo una delle obiezioni della Production Code Administration, che l'aveva ritenuta "molto discutibile". Lo scrittore e accademico Bernard F. Dick l'ha definita «una delle più potenti immagini di tenerezza maschile mai rappresentate sullo schermo, una pietas nella forma di un padre surrogato che accende la sigaretta al figlio morente». La PCA considerò comunque il film "eccessivamente macabro", predicendo che non sarebbe mai stato approvato dai consigli di censura locali e regionali.

## Distribuzione
La première di La fiamma del peccato si tenne al cinema Keith's di Baltimora il 3 luglio 1944. Il film fu distribuito nelle sale dal successivo 6 luglio e si rivelò subito un grande successo al botteghino, nonostante la campagna della cantante Kate Smith che invitò il pubblico a tenersi alla larga per questioni di moralità. «Ci furono un po' di problemi causati da questa ragazza grassa, Kate Smith», ha ricordato James M. Cain, «che stava portando avanti una propaganda chiedendo alla gente di stare lontana dal film. La sua pubblicità probabilmente ci ha fruttato un milione di dollari».
Nel 1958 fu una delle oltre 700 produzioni girate tra il 1929 e il 1949 che la Paramount vendette alla MCA/Universal per la distribuzione televisiva. La prima trasmissione avvenne a Omaha in Nebraska, il 7 marzo 1959 sul canale KETV.
Nel 1988 è stato distribuito in versione laserdisc mentre la prima uscita in DVD è del 28 gennaio 1998, seguita da numerose riedizioni come quella del 2012 per il 100º anniversario della Universal. Nel 2014 è stato distribuito in versione Blu-Ray.

### Date di uscita
- Stati Uniti (Double Indemnity) – 6 luglio 1944
- Canada (Double Indemnity) – 3 settembre 1944
- Regno Unito (Double Indemnity) – 15 settembre 1944
- Svezia (Kvinna utan samvete) – 27 novembre 1944
- Australia (Double Indemnity) – 7 dicembre 1944
- Argentina (Pacto de sangre) – 28 dicembre 1944
- Messico (Pacto de sangre) – 16 febbraio 1945
- Portogallo (Pagos a Dobrar) – 24 agosto 1945
- Finlandia (Nainen ilman omaatuntoa) – 26 ottobre 1945
- Francia (Assurance sur la mort) – 31 luglio 1946
- Italia (La fiamma del peccato) – 12 ottobre 1946
- Spagna (Perdición) – 6 marzo 1947
- Danimarca (Kvinden uden samvittighed) – 5 aprile 1948
- Hong Kong – 24 febbraio 1949
- Germania Ovest (Frau ohne Gewissen) – 6 giugno 1950
- Austria (Frau ohne Gewissen) – 28 marzo 1952
- Giappone (Shinya no kokuhaku) – 12 dicembre 1953

## Critica

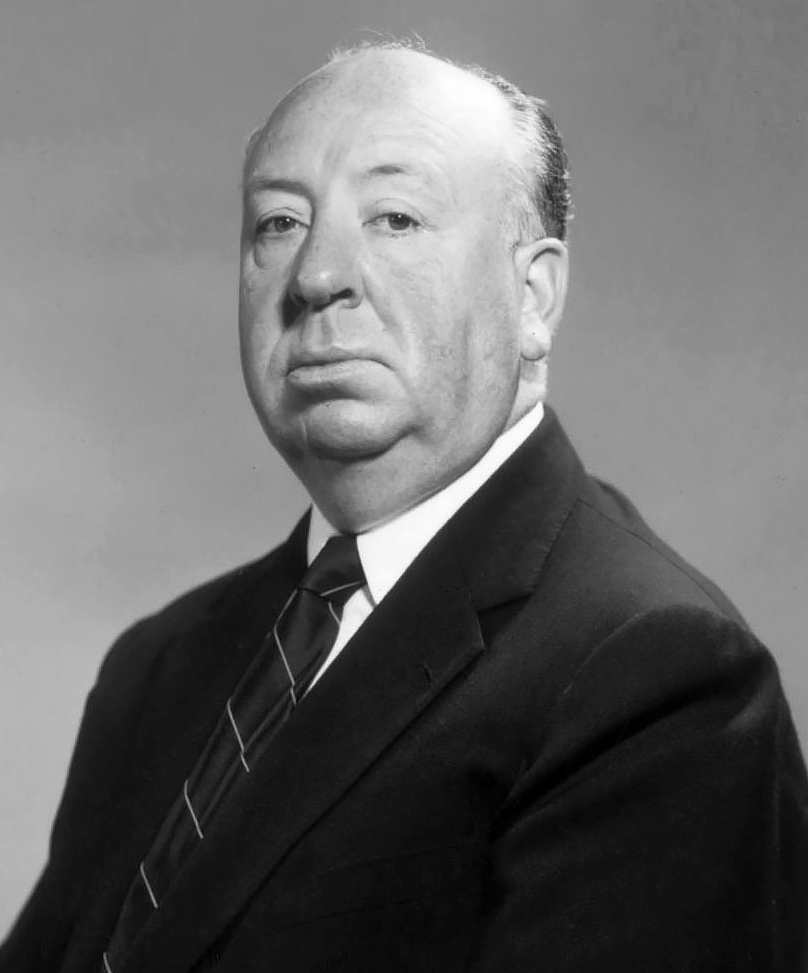
«Dopo La fiamma del peccato, le due parole più importanti nel mondo del cinema sono "Billy" e "Wilder"». Alfred Hitchcock.

Il sito Rotten Tomatoes riporta il 96% di recensioni con un giudizio positivo, con un voto medio di 9 su 10.
All'epoca, lo stesso James M. Cain fu molto soddisfatto del modo in cui il suo romanzo era stato trasposto sullo schermo. Dopo averlo visto una mezza dozzina di volte, affermò che era l'unico film tratto da un suo libro in cui c'erano elementi a cui avrebbe voluto pensare lui, a partire dal finale.
Sul New York Times Bosley Crowther lo giudicò «costantemente deviante, nonostante il suo passo monotono e la lunghezza», lamentando il fatto che i due protagonisti «mancano di attrattiva per esprimere le conseguenze emotive del loro destino», ma ammettendo che il film possiede «un realismo che ricorda i film francesi del passato». Il critico Roger Ebert scrisse che la fotografia di John Seitz «ha contribuito a sviluppare lo stile noir di ombre e inquadrature taglienti, angolazioni insolite e ambientazioni solitarie alla Edward Hopper... la giusta combinazione per la dura atmosfera urbana e i dialoghi creato da scrittori come Cain e Chandler».
Lo storico del cinema Georges Sadoul definì il film «un noir pieno di suspense, ma in cui gli elementi abituali del genere sono utilizzati ai fini di una cruda analisi di certi aspetti della società americana», mentre la rivista Variety parlò di «una storia colma di suspense il cui merito è da attribuire soprattutto alla regia di Billy Wilder».
La reputazione del film è ulteriormente cresciuta col passare degli anni. In una recensione del 1977, il critico e storico Leslie Halliwell lo ha giudicato «brillantemente girato e scritto in modo incisivo, cattura perfettamente l'atmosfera decadente di Los Angeles di un romanzo di Chandler, ma usando una storia più semplice e personaggi più sostanziosi».
Mark Deming del sito AllMovie ha definito La fiamma del peccato «uno dei film più inesorabilmente cinici che il genere abbia prodotto» e Barbara Stanwyck «raramente sexy quanto nei panni di Phyllis Dietrichson e mai così sordida». Nel 2006, il critico Douglas Pratt di The Hollywood Reporter ha scritto nella sua recensione: «Il film è una brillante collisione tra il malvagio e il banale e uno dei motivi per cui gli spettatori rispondono così bene è che rende la banalità un po' più sexy nelle macerie risultanti».

## Riconoscimenti
- 1945 – Premio Oscar
  - Candidatura al miglior film alla Paramount Pictures
  - Candidatura al miglior regista a Billy Wilder
  - Candidatura alla miglior attrice a Barbara Stanwyck
  - Candidatura alla miglior sceneggiatura a Raymond Chandler e Billy Wilder
  - Candidatura alla miglior fotografia in bianco e nero a John Seitz
  - Candidatura alla migliore colonna sonora in un film drammatico o commedia a Miklós Rózsa
  - Candidatura al miglior sonoro a Loren L. Ryder e Paramount Studio Sound Department

## Colonna sonora
La colonna sonora fu realizzata dal compositore ungherese Miklós Rózsa, che aveva già collaborato con Billy Wilder l'anno precedente per I cinque segreti del deserto. Il regista si mostrò entusiasta del nuovo lavoro di Rózsa, al contrario del direttore musicale Louis Lipstone che trovò le musiche totalmente inappropriate per il film. Quest'ultimo era assolutamente convinto che non appena il produttore esecutivo Buddy DeSylva avesse ascoltato il risultato l'avrebbe respinto. DeSylva lo chiamò e gli disse che era esattamente la colonna sonora dissonante e incisiva di cui il film aveva bisogno. Rózsa ricevette una candidatura all'Oscar per la migliore colonna sonora, venendo battuto da Max Steiner per quella di Da quando te ne andasti di John Cromwell.
Nel 2015 è stata pubblicata dalla Intrada Records nella raccolta Film Noir at Paramount, insieme a quelle di altri film degli anni quaranta e cinquanta come Il terrore corre sul filo, L'asso nella manica e Ore disperate.

### Tracce
1. Prelude (film version)/First Scene – 4:50
2. The Meeting – 2:35
3. In the Cab – 0:52
4. The Anklet – 0:55
5. Inner Struggle – 1:18
6. The Conspiracy – 0:57
7. The Policy – 1:48
8. The Market – 1:04
9. Reading His Mail – 0:28
10. Preparation/The Murder – 3:06
11. Railroad Tracks – 3:10
12. Relief – 1:21
13. The Hallway – 2:15
14. The Daughter – 0:57
15. Warnings – 3:02
16. The Appointment – 1:24
17. Punishment/So Long Keyes/Finale – 8:03

## Adattamenti radiofonici e remake
La fiamma del peccato è stato oggetto di adattamenti radiofonici trasmessi all'interno di alcune serie antologiche statunitensi:
- The Screen Guild Theater (5 marzo 1945, 30', CBS) – Con F. MacMurray e B. Stanwyck negli stessi ruoli del film
- Ford Theatre (15 ottobre 1948, 60', CBS) – Con Burt Lancaster e Joan Bennett
- The Screen Guild Theater (16 febbraio 1950, 30', NBC) – Con Robert Taylor e B. Stanwyck
- Lux Radio Theatre (30 ottobre 1950, 60', CBS) – Con F. MacMurray e B. Stanwyck

All'inizio degli anni settanta la Paramount aveva in progetto un remake de La fiamma del peccato, con Robert Redford nella parte di Walter Neff, ma il film non è mai stato realizzato. Nel 1973 un remake, Doppia indennità, è stato prodotto per la televisione dalla Universal e diretto da Jack Smight, con Richard Crenna, Samantha Eggar e Lee J. Cobb come protagonisti.
Ispirati allo stesso soggetto sono anche Brivido caldo, diretto nel 1981 da Lawrence Kasdan e interpretato da William Hurt e Kathleen Turner, e la commedia Il grande imbroglio, ultimo film diretto da John Cassavetes nel 1985.